# Jordánský dinár
Jordánský dinár (arabsky دينار أردني) je zákonným platidlem státu Jordánsko. Kromě Jordánska se tato měna používá i v Západním břehu Jordánu. Toto území spolu s Pásmem Gazy tvoří Palestinu, částečně samostatný státní útvar. Jordánský dinár je v Západním břehu Jordánu používán souběžně s měnou sousedního Izraele - šekelem. Pásmo Gazy, které je také součástí Palestiny, používá šekel a egyptskou libru.
ISO 4217 kód dináru je JOD. Název dinár má jordánská měna společný s několika měnami států, které byly v minulosti součástí Osmanské říše. Jeden dinár se dělí na 10 dirhamů, 100 piastrů a 1000 fils.

## Mince a bankovky
- Mince jsou raženy v nominálních hodnotách 1 qirsh, 5 a 10 piastrů, ¼ a ½ dinár.
- Bankovky mají hodnoty 1, 5, 10, 20 a 50 dinárů.

|  |  | 1 dinár   | Husajn ibn Alí al-Hášimí Paznehtík syrský | Hory v údolí Vádí Rum Paznehtík syrský | 133 × 74 mm |  | zelená    |
|  |  | 5 dinárů  | Abdalláh I. Petra                         | Pokladnice, Petra                      | 137 × 74 mm |  | červená   |
|  |  | 10 dinárů | Talal I. Kusejr Amra                      | Římský amfiteátr v Ammánu              | 141 × 74 mm |  | modrá     |
|  |  | 20 dinárů | Husajn I. Mešita krále Husajna I.         | Vádí Mudžíb                            | 145 × 74 mm |  | tyrkysová |
|  |  | 50 dinárů | Abdalláh II. Jeruzalém                    | Vádí Rum                               | 149 × 74 mm |  | fialová   |

## Směnný kurs
Jordánský dinár je od roku 1995 pevně navázán na americký dolar USD. Pevný směnný kurs byl stanoven na:  